# Generación Kindle

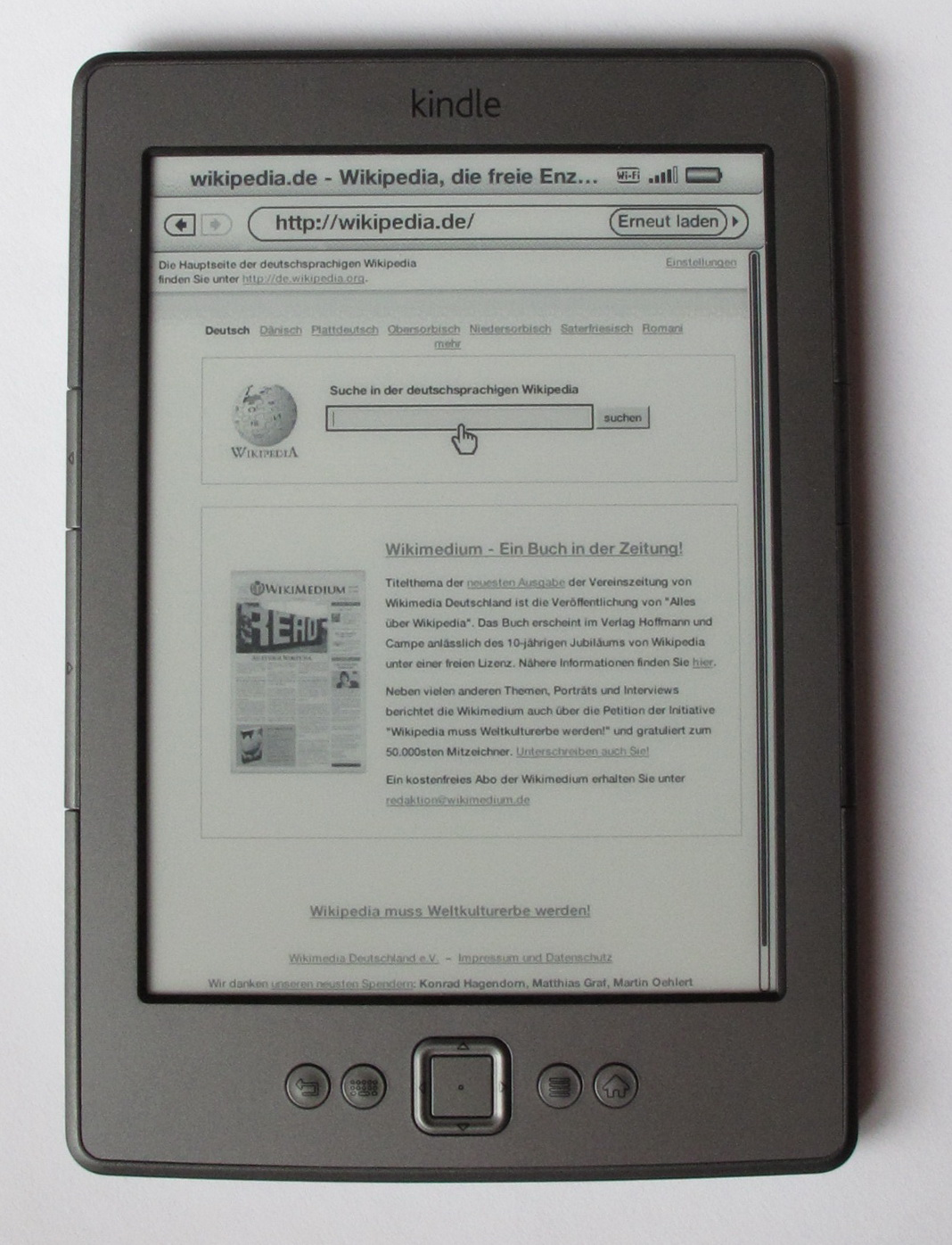
El libro electrónico es quien ha dado nombre a esta nueva generación de autores.

Con el término Generación Kindle, Generación Kindie (fusión de Kindle con indie), Autores Kindie o Autores Indie se conoce a los autores que publican sus obras digitalmente a través de la plataforma Kindle Direct Publishing (KDP).
El término fue acogido por los medios de comunicación para referirse a todos los autores que publican y triunfan con la publicación de sus obras en el libro electrónico.
El escritor Esteban Navarro fue quién bautizó a la Generación Kindle, con un tuit de fecha 11 de febrero de 2012 donde sugería un nombre para la nueva oleada de escritores surgidos del libro electrónico. Y Amazon lo reconoció como uno de los fundadores de la Generación Kindle.

## Origen
La Generación Kindle es un grupo heterogéneo compuesto por autores de distintas nacionalidades. La presentación oficial fue el 23 de abril de 2012 en Barcelona, con motivo del Día Internacional del Libro, Amazon España organizó en Barcelona una mesa redonda, moderada por el periodista de La Vanguardia, Ismael Nafría, y con la participación de algunos de los nuevos escritores, con la finalidad de compartir su experiencia en la plataforma de autopublicación Kindle Direct Publishing (KDP). A esta reunión asistió Koro Castellano como representante de Amazon España, reconociendo que había surgido una nueva cantera de escritores digitales.
Allí se dieron a conocer los primeros autores de esta generación y al día siguiente la prensa utilizó la nomenclatura Generación Kindle para referirse a los nuevos autores surgidos del libro electrónico, denominación que siguió utilizándose en artículos periodísticos semanas más tarde.